# STS-41-C
STS-41-C est la 5e mission de la navette spatiale Challenger.

## Équipage
- Commandant : Robert L. Crippen (3)  États-Unis
- Pilote : Francis R. Scobee (1)  États-Unis
- Spécialiste de mission 1 : George D. Nelson (1)  États-Unis
- Spécialiste de mission 2 : James D. A. van Hoften (1)  États-Unis
- Spécialiste de mission 3 : Terry J. Hart (1)  États-Unis

Le chiffre entre parenthèses indique le nombre de vols spatiaux effectués par l'astronaute au moment de la mission.

## Paramètres de la mission
- Masse :
  - Navette au décollage : 115 361 kg
  - Navette à l'atterrissage : 89 344 kg
  - Chargement : 17 357 kg
- Périgée : 222 km
- Apogée : 468 km
- Inclinaison : 28,5°
- Période : 91,4 min

### Sorties dans l'espace
- Nelson et van Hoften  - EVA 1
- Début de EVA 1 : 8 avril 1984 - 14:18 UTC
- Fin de EVA 1 : 8 avril 1984 - 16:56 UTC
- Durée : 2 heures, 38 minutes

- Nelson et van Hoften  - EVA 2
- Début de EVA 1 : 11 avril 1984 - 08:58 UTC
- Fin de EVA 1 : 11 avril 1984 - 15:42 UTC
- Durée : 6 heures, 44 minutes